# Livo (Lombardia)
Livo – miejscowość i gmina we Włoszech, w Lombardii. W 2017 roku liczyła 171 mieszkańców.